# Susanne Purviance
Susanne Purviance (* 29. September 1954 in Linz, Oberösterreich) ist eine österreichische freischaffende Künstlerin.

## Leben
Susanne Purviance studierte an der Hochschule für künstlerische und industrielle Gestaltung in Linz, machte Studienreisen nach Italien, Spanien, Frankreich und Griechenland. Sie lebt und arbeitet als freischaffende Künstlerin in Linz und nimmt an nationalen und internationalen Ausstellungen teil.
2015 wurde sie zur Vizepräsidentin der Vereinigung Kunstschaffender Oberösterreichs ernannt.

## Werk
Susanne Purviance widmet sich seit ihrem Studienabschluss intensiv der Malerei. Sie malt vorwiegend Ölbilder. Thematische Schwerpunkte sind Landschaften, Vegetation, Menschenbilder und Industrielandschaften. Werke von Susanne Purviance befinden sich in der Kunstsammlung des Landes Oberösterreich, des Leopold-Museums Wien sowie in privaten Sammlungen. 2019 porträtierte die Künstlerin Altbürgermeister Franz Dobusch für die Bürgermeistergalerie der Stadt Linz.

## Einzelausstellungen
- 2020 Altstadtgalerie Hall in Tirol, Susanne Purviance, Ölbilder[5]
- 2019 Vereinigung Kunstschaffender Oberösterreichs – bvoö, Linz Nachtschicht[6]
- 2018 RBL Galerie, Leonding, Produktion
- 2017 Atelier im Salzamt, Linz, Kristallin#52[7]
- 2017 Linz AG Kunstforum, Linz, KRAFT-WERKE
- 2016 Altstadtgalerie Hall, Tirol, Susanne Purviance, Ölbilder
- 2016 Stadtturmgalerie, Schwanenstadt, Eine feine Auswahl
- 2015 Palais Zollamt (Büro chilischarf, Potye), Linz, At arm’s length[8]
- 2015 Galerie Lehner, Wien, Lydia Dürr und Susanne Purviance
- 2012 Galerie Thiele, Linz, Just like you not imagined
- 2011 Ursulinenhof, Linz, Aktuelle Malerei
- 2010 BVOÖ im Ursulinenhof, Linz, Stories (Menschenbilder)[9]
- 2010 Galerie Zwach, Schörfling/Attersee, Stories (Menschenbilder)
- 2009 Galerie im Zwinger von Schloss Hagenberg, Compilation
- 2007 Ärztekammer Oberösterreich, Linz, Neue Arbeiten
- 2006 Galerie Thiele, Linz, Feast of Colour
- 2006 Galerie Maringer, St. Pölten
- 2006 Galerie Lehner, Wien, Bouquet
- 2005 Galerie Franzke, Wien
- 2005 Altstadtgalerie Hall, Tirol
- 2004 Galerie Lehner, Linz
- 2002 Altstadtgalerie Hall, Tirol
- 2002 Galerie Maringer, St. Pölten
- 2002 Galerie in der Schmiede, Pasching
- 2001 Galerie im Mauthaus, St. Nikola im Strudengau
- 2001 Galerie in der Schmiede, Pasching
- 2000 Galerie Lehner, Linz
- 1999 Galerie der BVOÖ im Ursulinenhof, Linz
- 1997 Galerie am Salzgrieß, Wien
- 1997 Altstadtgalerie Hall, Tirol
- 1995 Galerie Forum, Wels
- 1994 Galerie Lehner, Linz
- 1993 Galerie der BVOÖ im Ursulinenhof, Linz
- 1993 Galerie Zauner, Leonding
- 1992 Galerie Lehner, Linz
- 1991 Hypo-Galerie, Linz

## Ausstellungsbeteiligungen
- 2020 Bürgermeistergalerie der Stadt Linz, Portrait von Bürgermeister Franz Dobusch[10]
- 2017 Galerie der BVOÖ im Ursulinenhof, Linz, Sammeln Kunstschaffende Kunst?[11]
- 2014 Galerie der BVOÖ im Ursulinenhof, Linz, Impuls Fanny Newald
- 2013 Galerie Forum, Wels, Soziale Goldkristalle
- 2009 Galerie in der Schmiede, Pasching, Welcome
- 2008 Kunstforum Hewlett-Packard, Wien
- 2008 Galerie Thiele, Linz
- 2006 Kunsthalle Villa Kobe, Halle a.d. Saale
- 2006 Galerie Maringer, St. Pölten
- 2004 Galerie im 44er Haus, Leonding, 5 Frauen und die Malerei
- 2004 Galerie Ruprecht, Obermühl, Donau
- 2003 Galerie Halle Scheutz, Linz, Sinnlicher Realismus – 5 Frauen und die Malerei
- 2003 Galerie Zauner, Leonding
- 2001 Kunsthalle Abraxas, Augsburg, Deutschland
- 1997 Pinakothek Heraklion, Kreta
- 1995 Jubiläumsausstellung der BVOÖ im OÖ. Landesmuseum, Linz, Jetzt – 50 Jahre danach

## Auszeichnungen
- 1979 Würdigungspreis des Bundesministeriums für Wissenschaft und Forschung